# Loliginidae
Loliginidae zijn een familie uit de orde pijlinktvissen.

## Geslachten

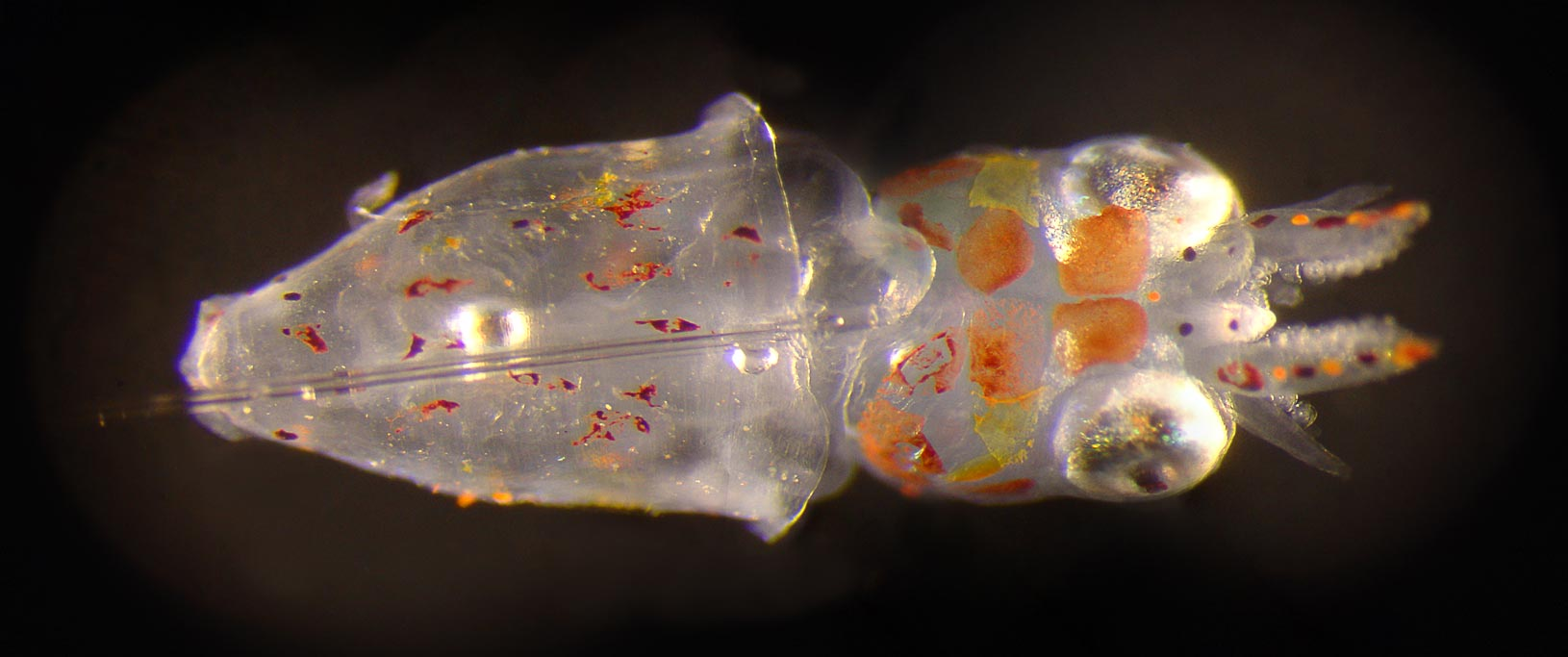
Logilo opalescens paralarve

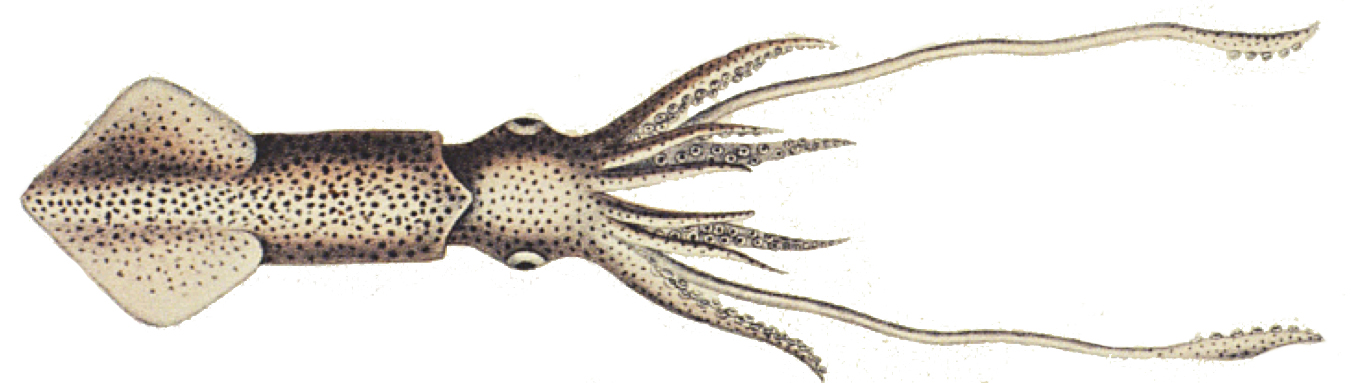
Loliolus sumatrensis

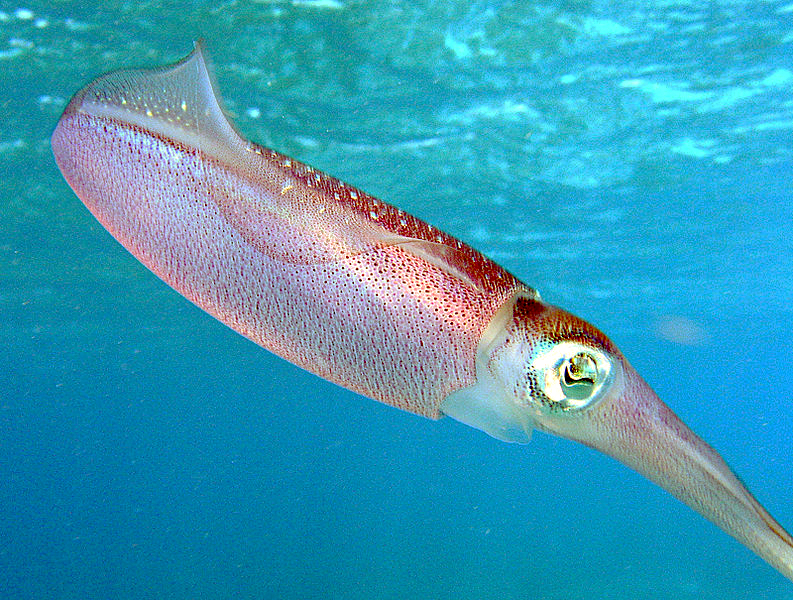
Sepioteuthis sepioidea

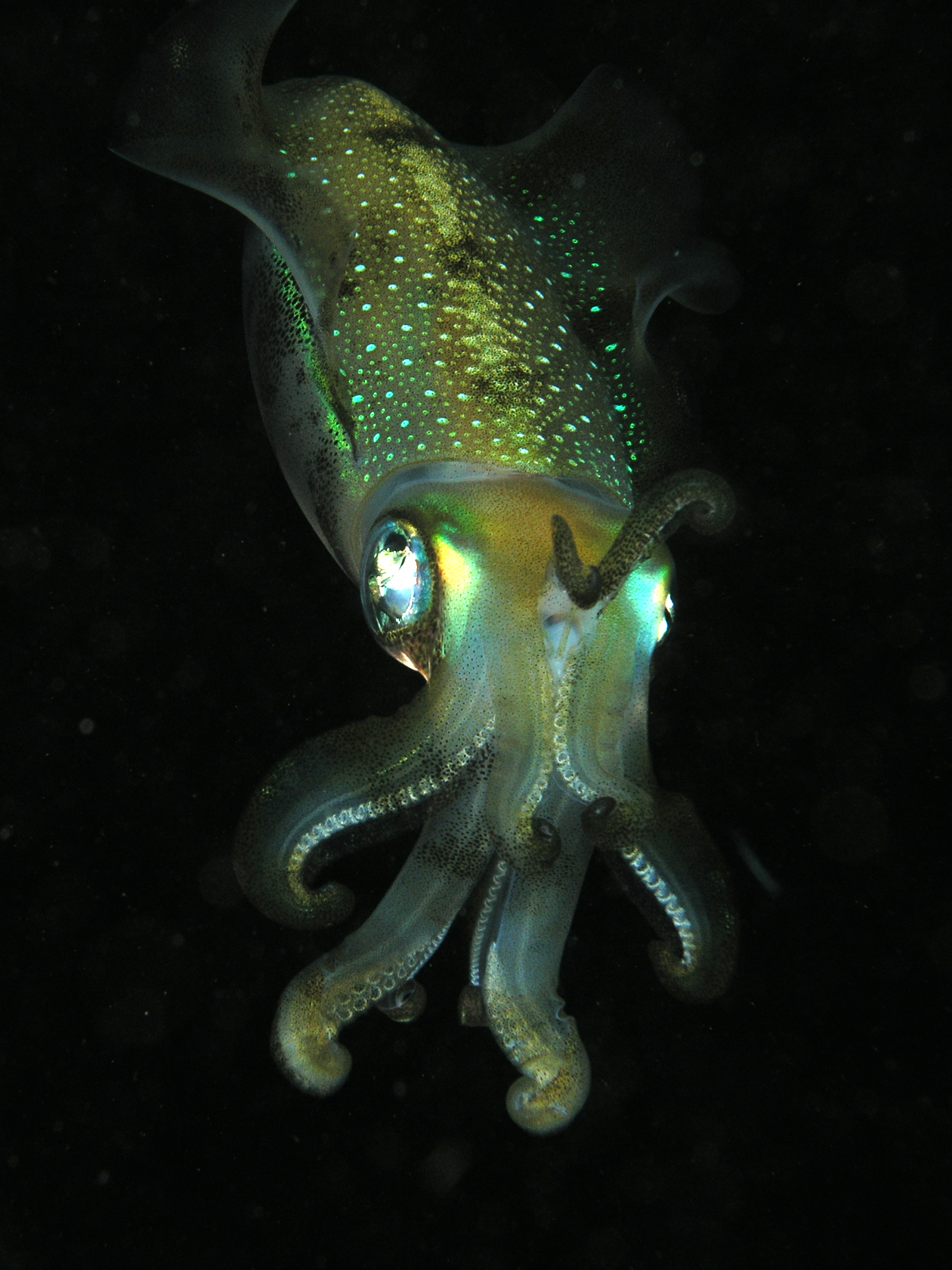
Sepioteuthis lessoniana

- Afrololigo Brakoniecki, 1986
- Alloteuthis Wülker, 1920
- Doryteuthis Naef, 1912
- Heterololigo Natsukari, 1984
- Loligo Lamarck, 1798
- Loliolus Steenstrup, 1856
- Lolliguncula Steenstrup, 1881
- Pickfordiateuthis Voss, 1953
- Sepioteuthis Blainville, 1824
- Uroteuthis Rehder, 1945

### Synoniemen
- Acrololigo Grimpe, 1921 => Alloteuthis Wülker, 1920
- Acroteuthis Berry, 1913 => Alloteuthis Wülker, 1920
- Acruroteuthis Berry, 1920 => Alloteuthis Wülker, 1920
- Aestuariolus Alexeyev, 1992 => Uroteuthis (Aestuariolus) Alexeyev, 1992
- Chondrosepia Rüppell & Leuckart, 1828 => Sepioteuthis Blainville, 1824
- Loliolopsis Berry, 1929 => Lolliguncula (Loliolopsis) Berry, 1929
- Photololigo Natsukari, 1984 => Uroteuthis (Photololigo) Natsukari, 1984
- Pteroteuthis Ehrenberg, 1831 => Loligo Lamarck, 1798
- Teuthis J. G. Schneider, 1784 => Acroteuthis Berry, 1913 => Alloteuthis Wülker, 1920